# Басшили (Ащисайский сельский округ)
Басшили (каз. Басшилі, до 199? — Амангельды) — упразднённое село в Мугалжарском районе Актюбинской области Казахстана. Входило в состав Ащисайского сельского округа. Код КАТО — 154835400. Исключено из учетных данных в 2013 г.

## Население
В 1999 году население села составляло 91 человек (51 мужчина и 40 женщин). По данным переписи 2009 года, в селе проживало 50 человек (29 мужчин и 21 женщина).